# パナソニック野球部
パナソニック野球部（パナソニックやきゅうぶ）は、大阪府門真市に本拠地を置き、日本野球連盟に加盟する社会人野球の企業チームである（練習グラウンドはパナソニックベースボールスタジアムで、合宿所とともに大阪府枚方市に所在する）。
運営母体は、電機メーカーのパナソニックを中核とするパナソニックグループ。社会人野球の激戦区である大阪地区で強豪と数々の名勝負を繰り広げ、今も近畿地区をリードする存在で、数多くの日本代表選手やプロ野球選手を輩出してきた名門である。

## 概要
1950年に、松下電器産業の本社がある大阪府北河内郡門真町を本拠地に『松下電器野球部』として創部。
1953年の都市対抗野球で初出場し、1960年の都市対抗野球で準優勝を果たした。
1963年8月1日、門真町の市制施行に伴い本拠地が大阪府門真市に変更された。
1974年の日本選手権の第1回大会で初出場すると、1979年と1999年には準優勝となり、2000年の日本選手権では悲願の初優勝を果たした。
2005年、都市対抗野球の阪和地区2次予選においてクラブチームのNOMOベースボールクラブに敗れて都市対抗野球本戦への連続出場が6年で止まるという屈辱を味わった。その後、雪辱を期すべく猛練習を重ね、秋の日本選手権では決勝戦で同じ関西勢のNTT西日本を延長の末破り、2回目の優勝を果たした。
2008年10月1日、松下電器産業がパナソニックに社名変更したのに伴い、チーム名を『パナソニック野球部』に改称した。
2010年、都市対抗野球の近畿地区最終予選でクラブチームの大和高田クラブに敗れ本戦連続出場が4年で止まってしまう。2011年は、都市対抗野球本戦出場は果たしたが近畿地区最終予選で最後の1枠を辛くも確保する形であり精彩を欠いていたが、2012年は都市対抗野球に近畿地区第1代表として本戦に出場した。
2016年、都市対抗野球に近畿地区第4代表として出場する。これにより前身の松下電器時代から数えて都市対抗の本選出場回数が通算50回を達成した。この記録は、日本生命（大阪市）以来史上2チーム目となる。
2022年4月1日付けをもって、パナソニックのスポーツクラブ事業の運営を手掛ける新会社「パナソニックスポーツ株式会社」が設立され、パナソニック野球部は（日本野球連盟には引き続き企業チーム登録の扱いのままで）、パナソニックスポーツが委託運営母体となった。

## 設立・沿革
- 1950年 - 『松下電器野球部』として創部。
- 1953年 - 都市対抗野球に初出場（初戦敗退）。
- 1960年 - 都市対抗野球で準優勝。
- 1974年 - 日本選手権に初出場（第1回大会・初戦敗退）。
- 1979年 - 日本選手権で準優勝。
- 1999年 - 日本選手権で準優勝。
- 2000年 - 日本選手権で初優勝。
- 2005年 - 日本選手権で2回目の優勝。
- 2008年 10月1日- 母体の社名変更に伴い、チーム名を『パナソニック野球部』に改称。

## 主要大会の出場歴・最高成績
- 都市対抗野球大会：出場56回、準優勝1回（1960年）
- 社会人野球日本選手権大会：出場43回、優勝2回（2000、2005年）、準優勝2回（1979、1999年）
- JABA静岡大会：優勝1回（1967年）
- JABA長野県知事旗争奪野球大会：優勝2回（2009、2014年）
- JABA京都大会：優勝6回（1978、1983、1984、1997、2009、2018年）
- JABA岡山大会：優勝3回（1965、2001、2015年）
- JABA四国大会：優勝3回（1997、2001、2009年）
- JABA九州大会：優勝3回（1973、2012、2021年）
- JABA日立市長杯争奪大会：優勝1回（1994年）

## 主な出身プロ野球選手
- 河野旭輝（内野手） - 1954年に阪急ブレーブスに入団
- 有田哲三（投手） - 1967年ドラフト8位で広島東洋カープから指名を受け、翌1968年シーズン終了後に入団
- 日野茂（内野手） - 1967年ドラフト外で中日ドラゴンズに入団
- 加藤秀司（内野手） - 1968年ドラフト2位で阪急ブレーブスに入団
- 岡田光雄（投手） - 1968年ドラフト3位で近鉄バファローズに入団
- 福本豊（外野手） - 1968年ドラフト7位で阪急ブレーブスに入団
- 上田容三（投手） - 1971年ドラフト9位でロッテオリオンズに入団
- 吉村健二（内野手） - 1972年ドラフト外で太平洋クラブライオンズに入団
- 福井保夫（投手） - 1974年ドラフト1位で近鉄バファローズに入団
- 山口高志（投手） - 1974年ドラフト1位で阪急ブレーブスに入団
- 高橋寛（捕手） - 1976年ドラフト5位でヤクルトスワローズに入団
- 福間納（投手） - 1978年ドラフト1位でロッテオリオンズに入団
- 山田勉（外野手） - 1980年ドラフト4位で南海ホークスに入団
- 岡本光（投手） - 1982年ドラフト2位で読売ジャイアンツに入団
- 小原秀天（投手） - 1987年ドラフト外で読売ジャイアンツに入団
- 潮崎哲也（投手） - 1989年ドラフト1位で西武ライオンズに入団
- 水本勝己（捕手） - 1989年ドラフト外で広島東洋カープに入団
- 小池秀郎（投手） - 1992年ドラフト1位で近鉄バファローズに入団
- 古池拓一（投手） - 1992年ドラフト6位で中日ドラゴンズに入団
- 原井和也（内野手） - 1995年ドラフト5位で西武ライオンズに入団
- 建山義紀（投手） - 1998年ドラフト2位（逆指名）で日本ハムファイターズに入団
- 愛敬尚史（投手） - 2000年ドラフト2位で大阪近鉄バファローズに入団
- 大久保勝信（投手） - 2000年ドラフト2位でオリックス・ブルーウェーブに入団
- 岡﨑太一（捕手） - 2004年ドラフト自由獲得枠で阪神タイガースに入団
- 久保康友（投手） - 2004年ドラフト自由獲得枠で千葉ロッテマリーンズに入団
- 楠城祐介（外野手） - 2008年ドラフト5位で東北楽天ゴールデンイーグルスに入団
- 新田玄気（捕手） - 2008年ドラフト5位で東京ヤクルトスワローズに入団
- 秋吉亮（投手） - 2013年ドラフト3位で東京ヤクルトスワローズに入団
- 近藤大亮（投手） - 2015年ドラフト2位でオリックス・バファローズに入団
- 足立祐一（捕手） - 2015年ドラフト6位で東北楽天ゴールデンイーグルスに入団
- 藤谷洸介（投手） - 2016年ドラフト8位で阪神タイガースに入団
- 宮本秀明（内野手） - 2017年ドラフト7位で横浜DeNAベイスターズに入団
- 吉川峻平（投手） - 2018年マイナー契約でアリゾナ・ダイヤモンドバックスに入団

## 元プロ野球選手の競技者登録
- 仁木安（元：阪急ブレーブス） - 外野手兼任コーチ→監督（1955年 - 1961年、1971年 - 1974年）→退団
- 丸尾英司（元：大阪近鉄バファローズ、オリックス・ブルーウェーブ） - 投手（2001年 - 2003年）→投手兼任コーチ（2004年）→コーチ（2005年 - 2006年）→ヘッドコーチ→採用アドバイザー
- 栗山聡（元：オリックス・ブルーウェーブ、中日ドラゴンズ） - 投手（2005年 - 2006年）→退団
- 梶原康司（元：阪神タイガース） - 内野手（2005年 - 2014年）→監督（2016年 - 2018年4月）
- 相木崇（元：阪神タイガース、オリックス・バファローズ） - 投手（2008年 - 2011年）→退団
- 田中充（元：横浜ベイスターズ） - 外野手（2008年 - 2009年）→退団→コーチ→退団
- 森田丈武（元：東北楽天ゴールデンイーグルス） - 内野手（2012年）→退団
- 橋本良平（元：阪神タイガース） - 内野手（2014年）→退団
- 阪口哲也（元：阪神タイガース） - 内野手（2015年 - 2017年）→コーチ（2018年 - 2022年）→退団
- 金森敬之（元：日本ハム、ロッテ） - 投手（2018年）→コーチ（2019年 - 2022年）→監督（2023年 - 2024年）→退団
- 鳥谷敬（元：阪神、ロッテ） - コーチ（2022年 - ）

## かつて在籍した選手・コーチ・監督
- 鍛治舎巧（外野手） - 選手として在籍。現役引退後、1987年〜1991年まで監督を務めた。
- 清原幸治（内野手） - 選手として在籍。現役引退後、1998年〜2001年までコーチを務めた。
- 北口正光（内野手） - 選手として在籍。現役引退後、2004年〜2007年まで監督を務めた。
- 中本浩（外野手） - 1989年社会人ベストナイン（指名打者）、1992年バルセロナオリンピックの野球競技・日本代表。現役引退後は部長等を務め2025年から監督に就任。
- 小坂将商（内野手） - 選手として在籍。現役引退後、2006年より智辯学園高等学校硬式野球部の監督を務める。
- 小野忠史（内野手） - 選手として在籍。現役引退後はガンバ大阪の副社長を経て、2021年4月からガンバの社長へ就任。
- 堅田外司昭（投手） - 選手として在籍。現役引退後はマネージャーを務めたのち、社会人野球や高校野球の審判員を務めた。
- 井上大（外野手） - 選手として在籍。現役引退後、東洋大学硬式野球部の監督を務める。